# Sansevieria eilensis
Espèce
Classification APG III (2009)
Sansevieria eilensis, également appelée Dracaena eilensis, est une espèce de plantes de la famille des Liliaceae et du genre Sansevieria.

## Description
Plante succulente, Sansevieria eilensis est l'une des espèces de sansevières dites naines, avec des feuilles elliptiques (en général deux à trois, de 7 à 12 cm de longueur) présentant un sillon très marqué allant jusqu'au repliement lorsque la plante est jeune, de couleur bleu-vert avec des bandes régulières de vert-clair à blanc.

## Distribution et habitat
L'espèce est originaire des zones arides (moins de 100 mm de précipitations annuelles) de la Corne de l'Afrique, en particulier de la Somalie où elle a été collectée en 1973 par le botaniste John Jacob Lavranos dans la région de la ville d'Eyl, qui lui donne son nom, puis identifiée comme espèce à part entière en 1995 par Juan Chahinian.